# 医事法令一覧
医事法令一覧（いじほうれいいちらん）は、日本における医事に関する法令の一覧である。

## 現行法律

### あ行
- あん摩マツサージ指圧師、はり師、きゆう師等に関する法律

- 医学及び歯学の教育のための献体に関する法律
- 医師法
- 医師国家試験予備試験及び歯科医師国家試験予備試験の受験資格の特例に関する法律
- 医療法

### か行
- 外国医師等が行う臨床修練に係る医師法第十七条等の特例等に関する法律
- 看護師等の人材確保の促進に関する法律

- 義肢装具士法
- 救急医療用ヘリコプターを用いた救急医療の確保に関する特別措置法
- 救急救命士法

- 言語聴覚士法

- 高齢者の医療の確保に関する法律

### さ行
- 歯科医師法
- 歯科衛生士法
- 歯科技工士法
- 視能訓練士法
- 柔道整復師法
- 心神喪失等の状態で重大な他害行為を行った者の医療及び観察等に関する法律
- 診療放射線技師法

- 臓器の移植に関する法律

### は行
- 保健師助産師看護師法

### ら行
- 理学療法士及び作業療法士法
- 臨時脳死及び臓器移植調査会設置法
- 臨床検査技師等に関する法律
- 臨床工学技士法

## 現行政令
○○法施行令などは、記事があるもののみ掲載した。

### あ行
- あん摩マツサージ指圧師、はり師、きゆう師等に関する法律施行令

- 医学及び歯学の教育のための献体に関する法律施行令
- 医師法施行令
- 医療法施行令
- 医療法等の一部を改正する法律の施行に伴う経過措置に関する政令
- 医療法等の一部を改正する法律附則第七条第二項の政令で定める日を定める政令

### か行
- 外国医師等が行う臨床修練に係る医師法第十七条等の特例等に関する法律施行令
- 看護師等の人材確保の促進に関する法律施行令
- 監察医を置くべき地域を定める政令

- 義肢装具士法施行令
- 救急医療用ヘリコプターを用いた救急医療の確保に関する特別措置法施行令
- 救急救命士法施行令

- 言語聴覚士法施行令

- 高齢者の医療の確保に関する法律施行令

### さ行
- 歯科医師法施行令
- 歯科衛生士法施行令
- 歯科技工士法施行令
- 視能訓練士法施行令
- 柔道整復師法施行令
- 診療放射線技師法施行令

- 臓器の移植に関する法律施行令

### は行
- 保健師助産師看護師法施行令

### ら行
- 理学療法士及び作業療法士法施行令
- 臨時脳死及び臓器移植調査会設置法施行令
- 臨床検査技師等に関する法律施行令
- 臨床工学技士法施行令

## 現行省令

### あ行
- あん摩マツサージ指圧師、はり師及びきゆう師に係る学校養成施設認定規則
- あん摩マツサージ指圧師、はり師、きゆう師等に関する法律に基づく指定試験機関及び指定登録機関に関する省令
- あん摩マツサージ指圧師、はり師、きゆう師等に関する法律第三条の四第一項及び第三条の二十三第一項に規定する指定試験機関及び指定登録機関を指定する省令
- あん摩マツサージ指圧師、はり師、きゆう師等に関する法律施行規則
- あん摩マツサージ指圧師、はり師、きゆう師等に関する法律第十三条の二及びあん摩マツサージ指圧師、はり師、きゆう師等に関する法律施行令第十五条の規定により地方厚生局長及び地方厚生支局長に委任する権限を定める省令

- 医学及び歯学の教育のための献体に関する法律施行規則
- 医学及び歯学の教育のための献体に関する法律に基づく正常解剖の解剖体の記録に関する省令
- 医師法施行規則
- 医師法第十六条の二第一項に規定する臨床研修に関する省令
- 医師法、歯科医師法及び保健師助産師看護師法意見の聴取等手続規則
- 医療法施行規則
- 医療法施行規則第三十条の十四の二第一項の診療用放射性同位元素又は放射性同位元素によって汚染された物の廃棄の委託を受ける者を指定する省令

### か行
- 外国医師等が行う臨床修練に係る医師法第十七条等の特例等に関する法律施行規則
- 看護師等の人材確保の促進に関する法律施行規則

- 義肢装具士学校養成所指定規則
- 義肢装具士法施行規則
- 義肢装具士法第十七条第一項に規定する指定試験機関を指定する省令
- 救急医療用ヘリコプターを用いた救急医療の確保に関する特別措置法施行規則
- 救急救命士学校養成所指定規則
- 救急救命士法施行規則
- 救急救命士法第十二条第一項及び第三十七条第一項に規定する指定登録機関及び指定試験機関を指定する省令
- 救急救命士法第四十八条の二の規定により地方厚生局長及び地方厚生支局長に委任する権限を定める省令
- 救急救命士法に基づく指定登録機関及び指定試験機関に関する省令

- 言語聴覚士学校養成所指定規則
- 言語聴覚士法施行規則
- 言語聴覚士法第十二条第一項及び第三十六条第一項に規定する指定登録機関及び指定試験機関を指定する省令
- 言語聴覚士法第四十五条の二の規定により地方厚生局長及び地方厚生支局長に委任する権限を定める省令
- 言語聴覚士法に基づく指定登録機関及び指定試験機関に関する省令
- 言語聴覚士法附則第三条第一号に規定する指定講習会を指定する省令

- 高齢者の医療の確保に関する法律施行規則

### さ行
- 歯科医師法施行規則
- 歯科医師法第十六条の二第一項に規定する臨床研修に関する省令
- 歯科衛生士学校養成所指定規則
- 歯科衛生士法施行規則
- 歯科衛生士法第十三条の七及び歯科衛生士法施行令第十四条の規定により地方厚生局長及び地方厚生支局長に委任する権限を定める省令
- 歯科衛生士法第八条の二第一項及び第十二条の四第一項に規定する指定登録機関及び指定試験機関を指定する省令
- 歯科衛生士法に基づく指定登録機関及び指定試験機関に関する省令
- 歯科技工士法施行規則
- 歯科技工士学校養成所指定規則
- 歯科技工士法第二十七条の三及び歯科技工士法施行令第二十一条の規定により地方厚生局長及び地方厚生支局長に委任する権限を定める省令
- 視能訓練士学校養成所指定規則
- 視能訓練士法施行規則
- 視能訓練士法第二十条の二及び視能訓練士法施行令第二十一条の規定により地方厚生局長及び地方厚生支局長に委任する権限を定める省令
- 社会医療法人債を発行する社会医療法人の財務諸表の用語、様式及び作成方法に関する規則
- 柔道整復師学校養成施設指定規則
- 柔道整復師法施行規則
- 柔道整復師法第二十五条の二及び柔道整復師法施行令第十四条の規定により地方厚生局長及び地方厚生支局長に委任する権限を定める省令
- 柔道整復師法第八条の二第一項及び第十三条の三第一項に規定する指定登録機関及び指定試験機関を指定する省令
- 柔道整復師法に基づく指定登録機関及び指定試験機関に関する省令
- 診療放射線技師学校養成所指定規則
- 診療放射線技師法施行規則
- 診療放射線技師法第二十九条の二及び診療放射線技師法施行令第十九条の規定により地方厚生局長及び地方厚生支局長に委任する権限を定める省令

- 臓器の移植に関する法律施行規則

### は行
- 保健師助産師看護師学校養成所指定規則
- 保健師助産師看護師法施行規則
- 保健師助産師看護師法第四十二条の五及び保健師助産師看護師法施行令第二十六条の規定により地方厚生局長及び地方厚生支局長に委任する権限を定める省令

### ら行
- 理学療法士作業療法士学校養成施設指定規則
- 理学療法士及び作業療法士法施行規則
- 理学療法士及び作業療法士法第十七条の二及び理学療法士及び作業療法士法施行令第二十一条の規定により地方厚生局長及び地方厚生支局長に委任する権限を定める省令
- 臨時脳死及び臓器移植調査会設置法施行規則
- 臨床検査技師学校養成所指定規則
- 臨床検査技師等に関する法律施行規則
- 臨床検査技師等に関する法律第二十条の二の二及び臨床検査技師等に関する法律施行令第二十二条の規定により地方厚生局長及び地方厚生支局長に委任する権限を定める省令
- 臨床工学技士学校養成所指定規則
- 臨床工学技士法施行規則
- 臨床工学技士法第十七条第一項に規定する指定試験機関を指定する省令
- 臨床工学技士法第四十一条の二の規定により地方厚生局長及び地方厚生支局長に委任する権限を定める省令

## 現行告示
- あん摩マッサージ指圧はりきゅう教員養成機関及びはりきゅう教員養成機関の指定基準
- あん摩マッサージ指圧師、はり師及びきゅう師養成施設指導要領

- 義肢装具士養成所指導要領
- 救急救命士養成所指導要領
- 言語聴覚士養成所指導要領

- 歯科衛生士養成所指導要領
- 歯科技工士養成所指導要領
- 視能訓練士養成所指導要領
- 柔道整復師養成施設指導要領
- 診療放射線技師養成所指導要領

- 理学療法士作業療法士養成施設指導要領
- 臨床検査技師養成所指導要領
- 臨床工学技士養成所指導要領

## 廃止法令

### 法律
- 角膜移植に関する法律
- 角膜及び腎臓の移植に関する法律

### 省令
- 按摩術営業取締規則
- 柔道整復術営業取締規則
- 鍼術、灸術営業取締規則